# ایگمان
ایگمان (به لاتین: Igman) یک فلات در بوسنی و هرزگوین است که در Hadžići واقع شده‌است. ایگمان ۱٬۵۱۰ متر بالاتر از سطح دریا واقع شده‌است.